# Киноиндустрия в России
Киноиндустрия России — отрасль экономики России, производящая кинофильмы и мультипликацию, а также занимающаяся кинопрокатом.

## Кинопроизводство
В 2015 году производством фильмов в России занимались 35 киностудий, в том числе 9 государственных. Киностудии обладают 107 съёмочными павильонами, которые предоставляют в аренду кинопроизводителям, а также оказывают другие производственные услуги. В стране осуществляют свою деятельность больше 400 частных продюсерских компаний, занимающихся производством фильмов. Они не имеют собственных производственных мощностей, поэтому арендуют средства производства у киностудий и сервисных структур. Услуги по производству фильмов предоставляют 23 частные сервисные компании.

### Лидеры российского кинопроизводства
Список составляется Попечительским советом «Фонда кино». Статус лидера российского кинопроизводства позволяет получить государственную поддержку. В 2017 году количество компаний-лидеров было увеличено до десяти.
- «ТаББак» Тимура Бекмамбетова (Базелевс)
- «СТВ» Сергея Сельянова
- «Арт Пикчерс Студия» Фёдора Бондарчука и Дмитрия Рудовского
- «Студия ТРИТЭ Никиты Михалкова»
- «Enjoy Movies» братьев Андреасян и Георгия Малкова (по состоянию на 2022 год компания обанкротилась).
- «Нон-стоп продакшн» Александра Роднянского и Сергея Мелькумова
- «Централ Партнершип» холдинга «Газпром-медиа»
- «Дирекция кино» Анатолия Максимова
- «ПРОФИТ» Игоря Толстунова
- Yellow, Black and White

### 10 самых успешных российских кинопродюсеров
Рейтинг составлен РБК. В нём учтены только окупившиеся в прокате фильмы, вышедшие с января 2007 по июнь 2014 года. В скобках указаны компания и прибыль.
- Тимур Бекмамбетов (основатель группы компаний Bazelevs, $39,4 млн)
- Сергей Сельянов (основатель кинокомпании СТВ, $29,1 млн)
- Александр Дулерайн (генеральный продюсер «ТНТ-телесеть», $16,7 млн)
- Георгий Малков (генеральный продюсер Enjoy Movies, $13 млн)
- Анатолий Максимов (генеральный директор студии «Дирекция кино» (Первый канал, $11,5 млн))
- Ростислав Хаит, Леонид Барац (генеральные продюсеры кинокомпании «Квадрат», $8,9 млн)
- Ренат Давлетьяров (генеральный директор компании «Интерфест», $7,7 млн)
- Сергей Ливнев (основатель и глава кинокомпании «Леополис», $6 млн)
- Эдуард Илоян (генеральный продюсер компании Yellow, Black and White, $4,1 млн)
- Фёдор Бондарчук (художественный руководитель кинокомпании Art Pictures Studio, $3,4 млн)

## Кинопрокат

### Кинотеатры
Показ фильмов в России осуществляют 600 компаний, в том числе 105 сетевых и 495 независимых кинотеатров. К сетевым компаниям относятся 29 федеральных (действуют в нескольких федеральных округах), 19 региональных (действуют в нескольких регионах одного федерального округа) и 57 местных (действуют в одном регионе).
По данным «Невафильм Research» на 1 июля 2016 года в России действуют 1227 кинотеатров с 4067 залам. У десяти крупнейших операторов сетей кинотеатров сосредоточено 346 кинотеатров с 1772 залами, что составляет 43,6 % от общего количества залов.
В 2015 году полностью завершён переход к цифровому кинопоказу. На начало 2016 года в России действуют 33 зала с эффектами движения (24 — DBox и 9 — 4DX), 80 залов с премиальными форматами звука (62 — Dolby Atmos и 18 — Barco Auro), кинозалы с аттракционными форматами IMAX (43 зала) и Premium Large Format (13 залов), где гигантский экран сочетается с идеальным изображением (4К) и премиальным форматом звука, продолжают работать кинозалы с трёхмерным форматом — 3D. С 1 сентября 2017 года при покупке билетов в кинотеатры «Синема Парк» и «Формула кино» в интернете билетный оператор «Рамблер. Касса» стал брать сервисный сбор 10 %. Комиссия взимается при покупке через сайты кинотеатров и сторонние площадки, включая сайты «Афиша» (входит в Rambler&Co), «КиноПоиск» и «Яндекс. Афиша» (принадлежат «Яндексу») и др. Билеты без наценки можно купить только в самих кинотеатрах. Их представитель Александра Артамонова сообщила «Ъ», что наценка введена не объединенной сетью «Синема Парка» и «Формулы кино», а «Рамблер. Кассой».
Список кинотеатральных сетей
| Название     | Центральный офис | Количество кинотеатров | Количество залов | Доля рынка по количеству залов |
| ------------ | ---------------- | ---------------------- | ---------------- | ------------------------------ |
| Синема Парк  | Москва           | 34                     | 315              | 7,7 %                          |
| Формула кино | Москва           | 34                     | 255              | 6,3 %                          |
| Каро Фильм   | Москва           | 28                     | 223              | 5,5 %                          |
| Киномакс     | Москва           | 29                     | 203              | 5 %                            |
| Премьер-зал  | Екатеринбург     | 116                    | 185              | 4,5 %                          |
| Люксор       | Москва           | 23                     | 159              | 3,9 %                          |
| Мираж Синема | Санкт-Петербург  | 20                     | 138              | 3,4 %                          |
| Синема Стар  | Москва           | 24                     | 126              | 3,1 %                          |
| Монитор      | Краснодар        | 27                     | 102              | 2,5 %                          |
| Пять звёзд   | Москва           | 11                     | 66               | 1,6 %                          |

Данные «Невафильм Research» на 1 июля 2016 года (источник: Коммерсантъ. www.kommersant.ru. Дата обращения: 22 марта 2020. Архивировано 17 июня 2017 года.).

#### Система единого билета и измерение аудитории кинофильмов
В декабре 2009 года Госдумой было принято законодательное требование о том, что в кинотеатрах России с 1 мая 2010 года должна начать функционировать система единого билета, а вся информация о продажах с её помощью должна передаваться в общий информационный центр.

#### Кассовые сборы
По сведениям фонда Кино, являющегося оператором Оператором единой федеральной автоматизированной информационной системы сведений о показах фильмов в кинозалах, в 2022 году впервые за всю опубликованную историю измерений (с 2015 года) сборы от российских фильмов превысили сборы от зарубежных, составив 52,1 % от общей суммы сборов. Абсолютная сумма сборов российских фильмов, при этом, выросла по сравнению с 2021 годом менее чем на 2 млрд рублей. Этот эффект был достигнут из-за ухода западных производителей фильмов с российского рынка.
В 2023 году, по информации Минкульта, в прокат вышел 181 российский фильм, из которых 39 — семейные и детские. Зрителями отечественных картин стали 87 млн человек, кассовые сборы составили 27 млрд рублей.

## Система возрастной классификации кинопоказа в России
1 сентября 2012 года вступил в силу Федеральный закон от 28 июля 2012 года № 139-ФЗ «О внесении изменений в Федеральный закон „О защите детей от информации, причиняющей вред их здоровью и развитию“ и отдельные законодательные акты Российской Федерации по вопросу ограничения доступа к противоправной информации в сети Интернет». Согласно данному закону, вся информационная продукция подлежит классификации — распределению по возрастным категориям детей в зависимости от её тематики, жанра, содержания и художественного оформления.

## Профессиональные объединения в киноиндустрии
- Союз кинематографистов России
- Ассоциация продюсеров кино и телевидения
- Гильдия продюсеров России
- Ассоциация владельцев кинотеатров